# Мандельштам, Николай Мартынович
Николай Мартынович Мандельштам (бел. Мікалай Мартынавіч Мандэльштам; 1826 — 1882) — белорусский и российский акушер-гинеколог, учёный-медик, основатель и директор Могилёвского государственного медицинского колледжа.

## Биография
Родился в Ковне. В 1826 году закончил медицинский факультет Дерптского университета. Работал врачом в Могилёвской губернии.
С 1863 года — штатный ординатор при подведомственных Приказу Могилёвских богоугодных учреждениях.
С 1863 года занимал пост секретаря, а позже и президента Общества врачей Могилёвской губернии.
С 15 января 1864 года занимал пост акушера при Могилёвском губернском правлении.
С 11 января 1870 года занимал пост помощника врачебного инспектора там же.
С 19 июня 1874 одновременно с должностью помощника врачебного инспектора возглавил основанную им самим Центральную фельдшерскую школу в Могилёве.

## Семья
- Жена — Вера Осиповна Иоффе.
- Сын — Мартын Николаевич Лядов (1872—1947) — советский партийный деятель, историк, революционер.
- Сын — Алексей Николаевич Мандельштам (1881—?), врач.
  - Внук — Лев Алексеевич Мандельштам, профессор Саратовской сельскохозяйственной академии.
- Сын — Николай Николаевич Мандельштам (1879—1929), революционер и партийный деятель, заведующий орготделом Бауманского райкома РКП(б) Москвы (1922), заведующим отделом агитации и пропаганды Московского комитета ВКП(б) (1926—1928), один из организаторов Главэлектро.
- Сын — Андрей Николаевич Мандельштам, юрист, дипломат, специалист в области международного права.
- Дочь — Евгения Николаевна Мандельштам , врач, в годы Гражданской войны служила в белых войсках Северного фронта (до 25 августа 1919 года при штабе Главнокомандующего войсками Северной области), затем через Норвегию эмигрировала во Францию.
- Племянник — рижский врач-офтальмолог и учёный-медик Леопольд Эмильевич Мандельштам (нем. Leopold Mandelstamm, 1839—1913).